# Arpad Elo
|  | Denne artikel omhandler skaberen af ratingsystemet. Elo kan også henvise til andre artikler, se Elo. |
Arpad Emrick Elo (opr. Élő Árpád Imre) (født 25. august 1903 i Egyházaskesző, Ungarn, død 5. november 1992 i Brookfield, Wisconsin, USA) var en ungarsk-amerikansk fysikprofessor og skakspiller, som især er kendt for at være ophavsmand til Elo-rating-systemet.

## Biografi
Arpad Elo blev født på landet i Ungarn i 1903 og flyttede med sine forældre til USA i 1913. Han tog B.S. og M.S. i fysik på University of Chicago og blev professor på Marquette University i Milwaukee, Wisconsin, hvor han underviste 1926-1965.
Elo lærte sig selv skak og blev en stærk spiller, bl.a. opnåede han at blive delstatsmester i Wisconsin otte gange (sidste gang i 1961). Skakken i Wisconsin var organiseret i Western Chess Association, som i 1935 blev til American Chess Federation, hvor Elo blev valgt til præsident in absentia pga. et skakparti mod den stærke Reuben Fine. Elo var præsident for forbundet 1935-1937. I 1939 gik American Chess Federation sammen med National Chess Federation og dannede det nationale amerikanske skakforbund, United States Chess Federation (USCF).
Elo var aktiv i USCF og blev i 1959 formand for en ratingkomite, der skulle udvikle et mere pålideligt ratingsystem end det eksisterende. Harkness systemet, som man havde brugt siden 1950, blev anset for fair i de mest almindelige tilfælde men gav anledning til nogle unøjagtigheder, da det var meget simpelt og ikke statistisk baseret. Elo byggede på data fra Harkness systemet og valgte at beholde både den eksisterende ratingskala og de klasser, som man grupperede efter med, hvor hver gruppe dækker et span på 200 ratingpoint. Det sparede en del arbejde på to områder: Dels slap USCF for at omregne alle spilleres rating, og dels kunne skakspillerne blot fortsætte som normalt uden at skulle forholde sig til den nye udregning af ratingtallet.
USCF vedtog at bruge Elo-systemet på deres kongres i 1960 og i 1970 blev det indført af verdensskakforbundet FIDE. Frem til midten af 1980'erne udførte Elo selv ratingberegningerne for FIDE, først med pen og papir, senere med regnemaskine. Det kunne lade sig gøre, fordi der dengang var under 2.000 spillere på FIDEs lister. 
I 1978 skrev han bogen The Rating of Chessplayers Past and Present, hvor han undersøgte 476 skakspileres historiske rating, hvor han ekstrapolerede sine data til at omfatte spillere fra før ratingsystemernes indførelse. Derudover udførte han statistiske analyser med demografiske variable (alder mv.).
Han er blevet citeret for, at han var "(...) bange for at have skabt et Frankenstein-monster. Unge spillere interesserer sig mere for, hvordan de klarer sig rating-mæssigt, end hvordan det går på brættet."
Elo blev i 1988 optaget i Chess Hall of Fame.
Arpad Elo døde i 1992 i Brookfield, Wisconsin.
Wisconsin Chess Association afholder årligt en turnering i hans navn, Arpad Elo Open (også kaldt Arpad Elo Memorial).

## Elo-rating
Elo gik ud fra, at en skakspillers resultater rent statistisk kan beskrives som en normalfordelt stokastisk variabel. Selv om man i det enkelte parti kan klare sig dårligere eller bedre end normalt, så vil middelværdien kun ændre sig langsomt over tid. En spillers spillestyrke kan derfor udtrykkes gennem den stokastiske variabel. 
For at forenkle beregningen opstillede Elo en simpel måde at beregne variablerne på i hans model. Man kan i en tabel aflæse den "forventede score" ud fra to spilleres styrketal. En spillers styrketal justeres således efter det opnåede pointtal i forhold til det forventede i løbet af en turnering.
De forenklinger, Elo indførte, skyldtes behovet for lette udregninger, da man f.eks. ikke havde lommeregnere til rådighed. I dag kan man bruge computerprogrammer, og der er blevet foreslået indførelse af forskellige parametre, da Elo-modellen har sine svagheder. Eksempelvis scorer de fleste bedre med hvid end med sort, hvilket Elo valgte at negligere, da man over tid spiller stort set lige mange sorte og hvide partier.
Nogle ting er allerede blevet ændret: FIDE og USCF har indført en statistisk model med logistisk fordeling isf. normalfordeling, da praksis viser, at en skakspiller oftere klarer sig markant dårligere eller bedre end sin middelpræstation (f.eks. taber stærke spillere ind imellem til meget svagere spillere), end normalfordelingen angiver.
Elo-rating bruges ikke kun i skak; bl.a. Scrabble, FIFA og online computerspil som World of Warcraft, League of Legends og Guild Wars anvender en modificeret Elo-rating til at rangere spillere eller hold.